# Kamidana

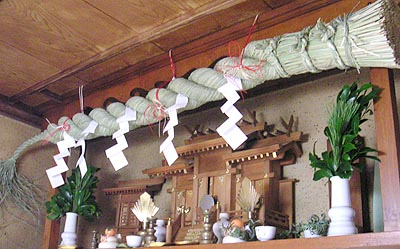
Kamidana

Kamidana (jap. 神棚) ist die japanische Bezeichnung für einen shintoistischen Hausaltar. Kamidana sind kleine hölzerne Miniaturnachbildungen von Schreingebäuden mit einer oder drei Türen, oder einfache Regale mit einem oder drei Plätzen, die an der Wand angebracht oder in eine erhöhte Nische gestellt werden.

## Allgemeines
In Kamidana werden in der Regel mindestens zwei, normalerweise drei Ofuda (heilige Karten, Talismane) aufgestellt: Eine aus dem Ise-Schrein, eine für den Schutzgott des Wohnortes (Ujigami) und eine für einen Gott, dem man persönlich folgt (Sasukei). Hat man keinen Gott, dem man persönlich folgt, kann diese Ofuda weggelassen werden.
Die Ofuda des Ise-Schreins steht in der Mitte, die des Ujigami rechts und die des Sasukei links. Wenn man nur einen Kamidana mit einem Platz hat, so werden die Karten hintereinander aufgestellt. Zu vorderst steht dann die Ofuda des Ise-Shreins, gefolgt von der des Ujigami und zum Schluss die das Sasukei.
Die Ofuda representieren die Götter nicht nur, sondern es wird angenommen, dass die Götter überall dort wohnen, wo ihr Name draufsteht. also auch in der Ofuda. Es wird daher nicht der Kamidana verehrt, sondern es wird den Göttern, die darin wohnen, Respekt gezollt.
An der Vorderseite eines Kamidana ist ein Spiegel aufgestellt, rechts und links stehen Vasen mit Zweigen des Sperrstrauchs (Sakaki) und Votivkerzen oder Feuerschalen, und vor dem Kamidana ist ein Shimenawa (Strohseil) angebracht.
Die Grundgaben werden in drei Gefäßen dargebracht (von links nach rechts): Wasser in einem verschließbaren Behälter, dann Reis und Salz je auf einem Teller. Es gibt auch ein Fünfer-Set, hierbei werden in der hinteren Reihe rechts und links je ein verschließbares Gefäß mit Sake und in der Mitte ein Tellerchen mit Reis platziert. In der vorderen Reihe werden das Gefäß mit dem Wasser und das Tellerchen mit dem Salz platziert. Weiterhin gibt man oft zusätzlich besondere Gaben, wie die ersten Früchte einer Saison. Andere Anordnungen sind möglich.
Die Gaben an die Kami, Reis, Salz, Wasser, Sake oder Früchte, werden täglich vor dem morgendlichen Gebet gegen frische Gaben gewechselt, die ausgetauschten Gaben werden an die Familie zum Verzehr weitergereicht.
Die Sakaki-Zweige werden zweimal monatlich, am ersten und 15., erneuert. Alternativ sind auch künstliche Zweige möglich.
Der Ritus der Verehrung der Götter in der Kamidana ist wie den meisten Shintō-Schrein zwei Verbeugungen, zweimal Klatschen und eine Verbeugung (二礼二拍一礼, nirei nihaku ichirei).
Kamidana können voll ausgestattet sein, können aber auch nur aus einem einzigen Regal bestehen, auf dem lediglich die Ofuda in Reihe hintereinander aufgestellt sind. Sie werden in der Regel mit Sicht nach Süden oder Osten ausgerichtet, aber wichtiger als die Ausrichtung und auch die Höhe ist es, die Kamidana dort aufzustellen, wo die Familie zusammenkommt und in Ruhe beten kann.
Manchmal befindet sich, für gewöhnlich unterhalb des Kamidana, ein Tamaya um verstorbene Angehörige zu ehren. Da der Tod in Shintō jedoch etwas unreines ist (Vergleiche: Izanagi und Izanami), wird die Totenverehrung in Japan meist durch buddhistische Riten begleitet. Im Trauerfall werden die Türen der Kamidana für 50 Tage verschlossen oder sie wird mit einem weißen Tuch abgedeckt und es werden keine Opferungen in dieser Zeit dargebracht.

## Interessantes
In den 1920er-Jahren verbreitete sich in Japan der Brauch, in den Dōjōs von Budō-Vereinen ebenfalls Kamidana aufzustellen. Der Begriff wird häufig mit „Kamiza“ (上座) verwechselt, dem Ehrenplatz im Raum.

## Belege
1. 1 2 3 4 5 6 7  暮らしの中の神棚. (PDF) In: 神社本庁. 神社本庁
〒151-0053
1-1-2 Yoyogi, Shibuya-ku, Tokio, 11. Juli 2022, abgerufen am 28. Januar 2025 (japanisch).
2. ↑  Williams, George: Shinto. Chelsea House Publishers, 2005, ISBN 0-7910-8097-8, S. 90—91 (englisch).
3. ↑  An Illustrated guide to Japanese Traditional Architecture and Everyday Things. 淡交社, 京都 2018, ISBN 978-4-473-04237-8, S. 128—129 (englisch).
4. ↑  神棚 | おまつりする | 神社本庁公式サイト. Abgerufen am 28. Januar 2025 (japanisch).
5. ↑  家に神様を招くことができる？「神棚」とは一体何か｜次世代に伝えたい「ニッポンのマナー」と冠婚葬祭. 28. Oktober 2022, abgerufen am 28. Januar 2025 (japanisch).